# Retezat
Retezat je třetí nejvyšší horský masiv v Rumunsku, je součástí Jižních Karpat. Nejvyšší horou je Peleaga (Vârful Peleaga), 2 509 m n. m. Další významné vrcholy jsou Vârful Păpușa (2 508 m n. m.) a Retezat (Vârful Retezat - 2 482 m n. m.). Hranici 2 400 metrů přesahují ještě vrcholy Mare, Custura, Bucura a Sântămaria.
Retezatem prochází rozvodí mezi řekami Jiu a Strei (přítok Mureșe). V Retezatu je mnoho ledovcových jezer, včetně největšího ledovcového jezera v Rumunsku, jezera Bucura (lacul Bucura), s rozlohou 8,9 ha a nadmořskou výškou 2030 m. Část území pohoří pokrývá Národní park Retezat, první rumunský národní park. Název v rumunštině znamená „odříznutý“.

## Geografie
V pohoří Retezat se nachází mnoho ledovcových jezer, včetně největšího ledovcového jezera v Rumunsku, jezera Bucura (Lacul Bucura), které má rozlohu 8,9 hektaru a leží v nadmořské výšce 2 030 metrů. V oblasti se nachází také Národní park Retezat, první rumunský národní park.

## Turistika
Pohoří Retezat je turisticky relativně četněji navštěvované, především v letních měsících. Turistické cesty jsou relativně dobře značené. Na území Národního parku není dovoleno volné táboření, je třeba využít určených míst (jezera Zanoaga a Bucura, Poiana Pelegii, chaty Buta a Pietrele, Poiana Baleia, Campusel, Gura Zlata). Ve velkých jezerech není dovoleno koupání. Hory se také nabízejí horolezcům. Skalní věže Coltii Pelegi na severních svazích Peleagy mají obtížnost stupně V UIAA
Bezpečnost na horách zajišťuje horská služba Salvamont.

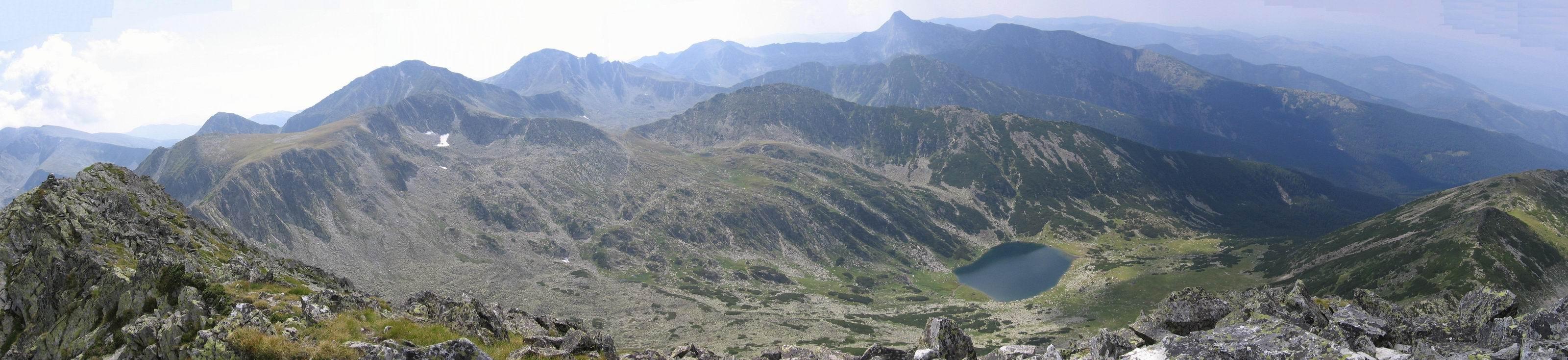
Pohled na pohoří Retezat z vrcholu Vârfu Mare, Velkého vrcholu)